# Donat Mg
Donat Mg — природная минеральная углекислая магниево-натриево-гидрокарбонатно-сульфатная вода из источников Рогашка-Слатины в Словении с минерализацией 13-13,3 г/л. Вода известна благодаря высокому содержанию магния (1030 мг/л). Вода используется в курсовом лечении гастроэнтерологических и эндокринных заболеваний, при дефиците магния в организме, также Donat Mg пригодна для ежедневного употребления.

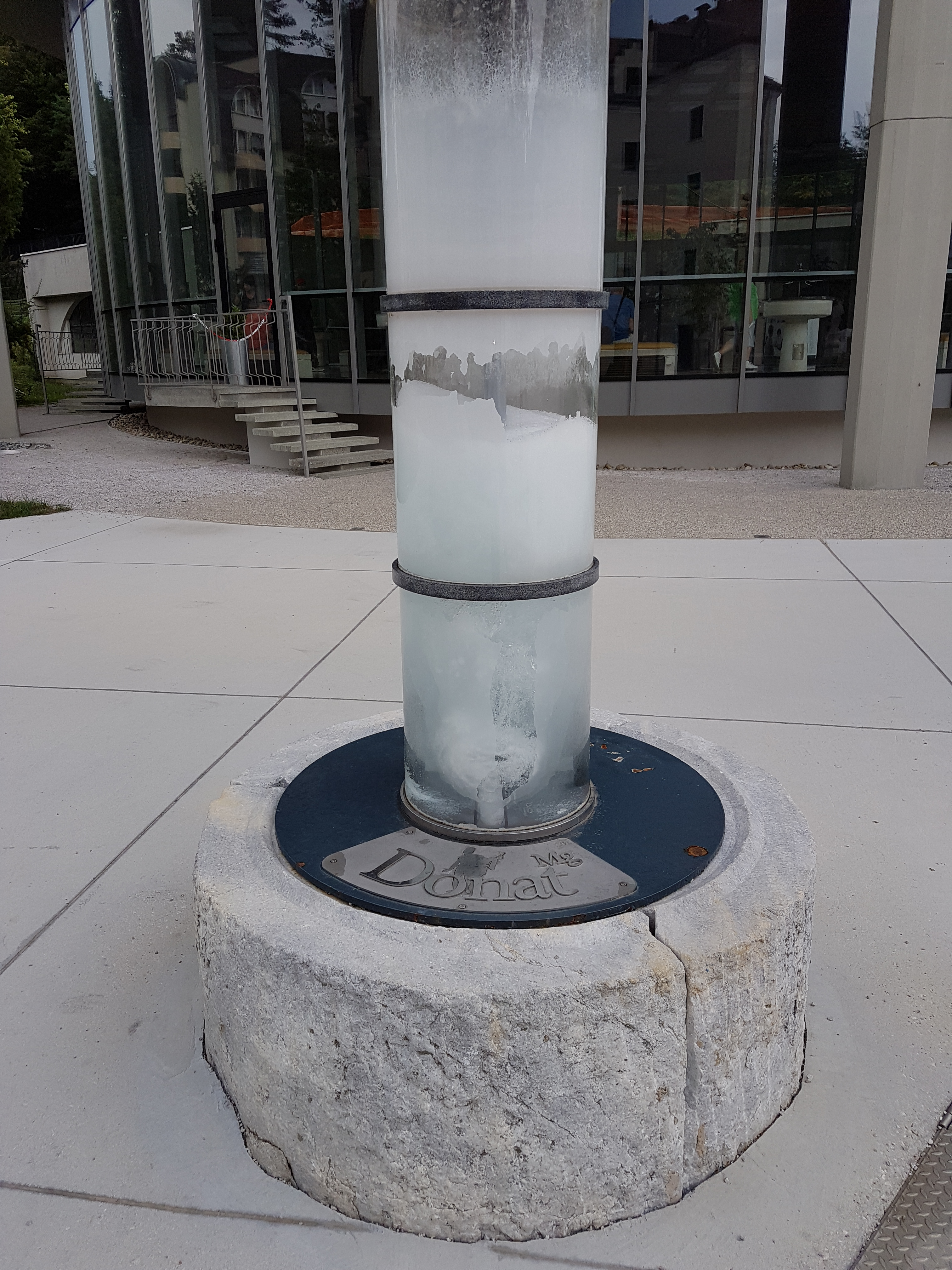
Источник воды Donat Mg на курорте Рогашка-Слатина

## История
Источник воды с высоким содержанием магния был обнаружен в 1907 году в ходе геологоразведочных работ, возглавляемых геологом доктором Йозефом Кнеттом, также принимавшем участие в открытии карловарских источников. Полноценное коммерческое производство и бутилирование воды Donat Mg начато в 1909 году. Однако источники курорта Рогашка-Слатина были известны задолго до этого. Раскопки в районе источников подтвердили наличие кельтских и римских поселений, свидетельствующих о том, что целебной водой пользовались ещё в давние времена.
Первым владельцем источников был церковный приход соседней деревни Свети-Криж, а первые письменные упоминания об источниках датируются 1141 годом, когда источник минеральной воды был упомянут в сделке о недвижимости, как пограничный пункт. Впервые изучением свойств минеральной воды занялся алхимик Леонард Турнейссер в 1572 году.
В 1670 году Поль де Сорбайт, профессор Венского медицинского университета и придворный врач Габсбургов, представил воду ко двору и вскоре после этого другие врачи в Вене и других частях империи стали назначать пациентам процедуры на основе воды. Большую популярность источники приобрели в 1665 году, когда об их целебной силе заговорил граф Пётр Зринский. В то же время больница в Граце провела клиническое испытание минеральных вод. В 1676 году около источников бароном Питером Курти была построена первая гостиница. В 1685 году доктор Иоганн Бенедикт Грюндель из Марибора опубликовал первую научную монографию «Roitschocrene», посвященную минеральной воде Рогашки (также именуемой слатиной).
В первой половине XVII века император Леопольд I передал права владения источниками нескольким влиятельным жителям Вены. В 1721 году император Карл VI передал источники под управление Ассоциации венских фармацевтов, которая сохраняла эти права вплоть до 1782 года, когда император Иосиф II упразднил Ассоциацию. В 1782 году право владения отошло местным владельцам.
В начале XIX века губернатор Штирийской провинции, граф Фердинанд Аттемс, начал масштабную кампанию по скупке земель вокруг источников Рогашки с целью её дальнейшего преобразования в современный курорт. Его намерение получило широкую поддержку у общественности и местных врачей, так как наблюдалось бесконтрольное и небезопасное использование ресурсов источников. Работы начались в 1801 году, а в 1869 году рогашская вода стала одной из самых продаваемых в мире, уступив лишь минеральной воде из французского Виши и немецкой сельтерской воде. Вода экспортировалась во все австрийские провинции, в Италию, Грецию и Египет. Вода даже завоевала награду на Всемирной выставке в Чикаго в 1893 году.
«Donat Mg» — торговая марка, зарегистрированная компанией Droga Kolinska (Любляна), которая в свою очередь принадлежит международной компании Atlantic Grupa, производящей самый известный безалкогольный напиток Словении — Cockta.

## Упаковка
Вода Donat Mg поставляется на внутренний рынок Словении и экспортируется во многие страны Европы в пластиковых бутылках ёмкостью 0,5 л, 0,75 л и 1 л.

## Химический состав
| Состав                        | Концентрация, мг/л |
| ----------------------------- | ------------------ |
| Катионы                       |                    |
| Аммоний                       | 1,05               |
| Литий                         | 3,3                |
| Натрий                        | 1500               |
| Калий                         | 13                 |
| Магний                        | 1030               |
| Кальций                       | 380                |
| Стронций                      | 6,8                |
| Железо                        | <0,1               |
| Марганец                      | 0,17               |
| Анионы                        |                    |
| Фторид                        | 0,23               |
| Хлорид                        | 59                 |
| Бромид                        | 0,29               |
| Йодид                         | 0,08               |
| Нитрат                        | <2                 |
| Нитрит                        | <0,007             |
| Сульфат                       | 2400               |
| Гидрогенфосфат                | <0,02              |
| Гидрогенкарбонат              | 7700               |
| Недиссоциированные соединения |                    |
| Метаборная кислота            | 16,6               |
| Метакремниевая кислота        | 156                |
| Растворенный углекислый газ   | 3800               |

## Показания к применению и воздействие на организм
- Запоры. Donat Mg в силу своих химических свойств, а именно благодаря содержанию сульфата магния, сульфата натрия и магния, является природным осмотическим солевым слабительным. Сульфат-ионы оказывают раздражающее действие на слизистую оболочку пищеварительного тракта, из-за осмотического эффекта кишечник удерживает воду, повышая объём его содержимого, что в совокупности провоцирует увеличение давления на стенки кишечника и стимулирует перистальтику. Воду Donat Mg назначают для подготовки пациентов к проведению колоноскопии, ирригографии или операций на органах желудочно-кишечного тракта. Эффективность воды для лечения запоров подтверждена клиническими испытаниями[2].
- Изжога. Доказано, что примерно 1,2 л Donat Mg нейтрализуют 2-3 л желудочной кислоты, вырабатываемой в организме человека за 1 день. Это происходит за счет входящего в состав воды гидрокарбоната (7700 мг/л), который способен связывать и буферизовать свободные кислоты. При правильном приеме, Donat Mg может полностью заменить лекарственные препараты, назначаемые при избыточной выработке желудочной кислоты.
- Предотвращение образования камней в желчном пузыре. Сульфат магния снимает спазмы желчного пузыря, оказывает релаксационное действие на сфинктеры желчных протоков, что в свою очередь нормализует процесс опорожнения желчного пузыря и снижает риск образования камней[источник не указан 848 дней].
- Уролитиаз. Высокая концентрация гидрокарбоната и магния в Donat Mg при регулярном приеме воды позволяет снизить риск образования кальциевых оксалатных, уратных и цистиновых камней в почках[источник не указан 848 дней].
- Заболевания печени. Donat Mg снижает токсичность веществ в печени, показана при ожирении печени и лечении алкоголизма, при котором характерно появление дефицита магния в организме[источник не указан 848 дней].
- Сахарный диабет 2 типа. Вода используется исключительно с целью компенсации дефицита магния, развившегося на фоне диабета. Магний играет важную роль в поддержании баланса глюкозы в организме и выступает в качестве вторичного носителя для эффективности инсулина. В свою очередь, снижение уровня внутриклеточного магния может спровоцировать увеличение резистентности к инсулину[источник не указан 848 дней].
- Дефицит магния. Дневная доза магния, составляющая у взрослого человека 375 мг, компенсируется приемом 300—400 г воды Donat Mg[источник не указан 848 дней].
- Состояния после операции на желчном пузыре и желчевыводящих путях[источник не указан 848 дней]
- Повышенный холестерин[источник не указан 848 дней]
- Нарушенный кислотно-щелочной баланс[источник не указан 848 дней]
- Ожирение, избыточный вес[источник не указан 848 дней]
- Гипертония[источник не указан 848 дней]
- Стресс[источник не указан 848 дней]
- Головные боли, мигрени[источник не указан 848 дней]

## Противопоказания к приему воды Donat Mg
Не рекомендуется принимать минеральную воду Donat Mg при почечной недостаточности и при отечных состояниях любой этиологии. Чрезмерное употребление воды может стать причиной диареи, но стул нормализуется после отказа от приема воды.

## Клинические исследования
Клиническое исследование, проведенное берлинской компанией analyze & realize GmbH, научно доказало, что Donat Mg эффективна в стимулировании пищеварения. Исследование проводилось в соответствии со всеми профессиональными нормами, регламентирующими клинические испытания лекарственных средств. Исследование проводилось на выборке пациентов, страдающих от запора. Спустя 6 недель у испытуемых, регулярно принимавших воду Donat Mg, дефекация стала происходить в 3 раза чаще, чем у испытуемых из контрольной группы, которые воду не пили. В ходе исследования более 94 % испытуемых и 97 % исследователей подтвердили эффективность воды Donat Mg, её хорошую переносимость и следующее за приемом воду улучшение качества жизни. Для оценки безопасности и эффективности применения природной минеральной воды Donat Mg с целью улучшения работы кишечника было проведено рандомизированное, плацебо-контролируемое, двойное слепое клиническое исследование.